# Psiram
Psiram.com, appelé Esowatch jusqu'en juillet 2012, est un projet internet fondé en 2007 comprenant des articles critiquant l'ésotérisme, les théories du complot et la pseudoscience. Sa plateforme offre un wiki basé sur MediaWiki, un blog collectif anonyme et un forum de discussion. En mars 2014, ce site est principalement rédigé en allemand avec 2 745 articles ; 304 articles existent en français et 98 articles en anglais.

## Description
Le site contient un blog, un forum et un wiki utilisant MediaWiki. En octobre 2015 le wiki contenait plus de 3 000 articles, principalement en allemand. Les créateurs du site ne sont pas connus publiquement et les auteurs écrivent sous pseudonyme. Selon Psiram, l'anonymat permet de protéger les auteurs contre de possibles harcèlements.

## Influence
En 2008, le magazine en ligne allemand Telepolis mentionne le premier Esowatch/Psiram. L'article de Psiram sur Prahlad Jani a été référencé dans le blog de la science Pharyngula, et leur article sur le "lait nocturne" a été référencé par  Guardian.
Un tribunal allemand a partiellement pris une décision à partir d'arguments recueillis par EsoWatch/Psiram. En outre, les données de EsoWatch/Psiram ont été utilisées dans une question au Parlement autrichien.
Début 2018, Psiram est condamné à indemniser un plaignant « en réparation de l’atteinte portée à sa vie privée », pour avoir reproduit in extenso une décision de justice d'une certaine ancienneté, mais le tribunal reconnaît toutefois droit à la liberté d'expression lorsque les faits entrent dans le champ de l'intérêt légitime du public justifiant une publication en raison du droit du public à l'information.